# Euthalia
Euthalia — род бабочек из семейства Нимфалид (Nymphalidae) и подсемейства Ленточников и пеструшек (Limenitidina).

## Виды
- Euthalia aconthea (Cramer, 1777) — Малая Азия, о. Ява, о. Бали
- Euthalia adonia (Cramer, 1780) — Малая Азия
- Euthalia agniformis Fruhstorfer, 1906 — о. Ява о. Батаки
- Euthalia agnis (Vollenhoven, 1862) — Малая Азия, о. Ява, о. Суматра
- Euthalia alpheda (Godart, 1824) — Малая Азия, о. Ява, о. Суматра
- Euthalia alpherakyi Oberthür, 1907 — Китай, Тибет
- Euthalia amanda Hewitson, 1858 — о. Сулавеси о. Бангай, о. Сула
- Euthalia anosia (Moore, 1858) — Малая Азия, Китай
- Euthalia aristides Oberthür, 1907 — Сычуань
- Euthalia bunzoi Sugiyama, 1996 — Сычуань
- Euthalia confucius (Westwood, 1850) — Тибет, Западный Китай
- Euthalia djata Distant & Pryer, 1887 — о. Борнео, Таиланд, о. Лангкави, о. Палаван, Малайзийский полуостров, Сингапур
- Euthalia duda (Staudinger, 1855) — Сикким, Ассам
- Euthalia eriphylae de Nicéville, 1891 — Бирма
- Euthalia formosana (Fruhstorfer, 1908) — Тайвань
- Euthalia franciae (Gray, 1846) — от Непала до Сикким, Бутан, Ассам, Карены, Верхняя Ава
- Euthalia guangdongensis Wu, 1994 — Гуандун
- Euthalia hebe Leech, 1891 — Тибет, Китай
- Euthalia heweni Huang, 2002 — Юньнань
- Euthalia ipona Fruhstorfer, 1913 — Малайзийский полуостров, о. Лангкави, Южный Таиланд
- Euthalia irrubescens Grose-Smith, 1893 — Западный Китай, Тайвань
- Euthalia kameii Koiwava, 1996 — Шэньси
- Euthalia kardama (Moore, 1859) — Китай
- Euthalia khama Alphéraky, 1895 — от Нага Хилс до Манипура
- Euthalia kanda (Moore, 1859) — о. Борнео, Малайзийский полуостров, о. Лангкави, Таиланд
- Euthalia kosempona Fruhstorfer — Тайвань
- Euthalia lubentina (Cramer, 1777) — Северо-восточная Индия, Индийский полуостров, Бенгалия, Гималаи, Бирма
- Euthalia lusiada C. & R. Felder, 1863 — Филиппины
- Euthalia mahadeva (Moore, 1859) — Малая Азия
- Euthalia malaccana Fruhstorfer, 1899 — Ассам, о. Суматра, о. Ниас, о. Ява, Малайзийский полуостров, о. Бангка, о. Борнео
- Euthalia malapana Shirôzu & Chung, 1958
- Euthalia merta (Moore, 1859) — Филиппины, о. Борнео, о. Суматра, Малая Азия
- Euthalia mingyiae Huang, 2002 — Юньнань
- Euthalia monina (Fabricius, 1787) — о. Борнео, Малая Азия, о. Суматра
- Euthalia nais (Forster, 1771) — Индия
- Euthalia nara (Moore, 1859) — Китай, Северная Индия, Ассам, Северная Битма, Непел, Шаны, Северный Таиланд, Хайнань
- Euthalia niepelti Strand, 1916 — Хайнань
- Euthalia omeia Leech, 1891 — Китай
- Euthalia pacifica Mell, 1934 — Чжэцзян, Сычуань
- Euthalia patala (Kollar, 1844) — от Пакистана (Murree) до Непала, от Манипура до Южной Бирмы, Китай
- Euthalia perlella Chou & Wang, 1994 — Сычуань
- Euthalia phemius (Doubleday, 1848) — от Сикким до Ассам, Бирма, от Южного Китая до Гонконга
- Euthalia pratti Leech, 1891 — Тибет, Китай
- Euthalia pulchella (Lee, 1979) — Тибет, Северная Бирма
- Euthalia purchella Lee, 1979 — Юго-восточный Тибет, Юньнань
- Euthalia sahadeva (Moore, 1859) — Западный Китай, Сикким, Бутан, Ассам, Бирма
- Euthalia staudingeri Leech, 1891 — Юго-западный Китай, Юньнань
- Euthalia strephon Grose-Smith, 1893 — Сычуань
- Euthalia telchinia (Ménétriés, 1857) — Кург (Индия), от Сикким до Ассам, Северная Бирма, Южный Юньнань
- Euthalia thibetana (Poujade, 1885) — Западный Китай, Тибет
- Euthalia tsangpoi Huang, 1999 — Юго-восточный Тибет
- Euthalia undosa Fruhstorfer, 1906 — Западный Китай
- Euthalia whiteheadi Grose-Smith, 1889 — о. Борнео
- Euthalia yasuyukii Yoshino, 1998 — Гуанкси